# Котеновци
Котеновци (болг. Котеновци) — село в Болгарии. Находится в Монтанской области, входит в общину Берковица. Население составляет 136 человек.

## Политическая ситуация
В местном кметстве Котеновци, в состав которого входит Котеновци, должность кмета (старосты) исполняет Боян Николов Колов (независимый) по результатам выборов правления кметства.
Кмет (мэр) общины Берковица — Милчо Михайлов Доцов (независимый) по результатам выборов в правление общины.